# 里布尼克 (德羅霍貝奇區)
里布尼克（烏克蘭語：Рибник），是烏克蘭的村落，位於該國西部利沃夫州，由德羅霍貝奇區負責管轄，處於斯特雷河畔，始建於1453年，面積27.5平方公里，2001年該村落人口663。